# Francesca Di Lorenzo
Francesca Di Lorenzo (Pittsburgh, 22 juli 1997) is een tennisspeelster uit de Verenigde Staten van Amerika. Di Lorenzo speelt linkshandig en heeft een tweehandige backhand.

## Loopbaan
Op zevenjarige leeftijd begon Di Lorenzo met het spelen van tennis, maar tot haar elfde jaar speelde zij geen toernooien.
Sinds haar tiende wordt zij getraind door Ann Grossman.
In 2017 won zij samen met Miho Kowase het vrouwendubbelspeltoernooi van de NCAA, het nationale Amerikaanse kampioenschap voor studenten.
Later dat jaar speelde zij haar eerste grandslamwedstrijd toen zij samen met Alexandra Kiick een wildcard kreeg voor het vrouwendubbelspeltoernooi van het US Open.
In 2018 wist zij zich te kwalificeren voor het enkelspeltoernooi op het US Open – zij bereikte er de tweede ronde, door landgenote Christina McHale te verslaan.
In augustus 2019 kwam zij voor het eerst binnen op de mondiale top 150 van het enkelspel.

## Persoonlijk
Di Lorenzo werd in Pittsburgh geboren, maar verhuisde op zevenjarige leeftijd naar Columbus, Ohio. Haar ouders zijn immigranten uit Salerno in Italië. Di Lorenzo spreekt Engels en Italiaans. Zij studeert aan de Ohio State University.

## Posities op deWTA-ranglijst
Positie per einde seizoen:
| jaar | rang enkelspel | rang dubbelspel |
| ---- | -------------- | --------------- |
| 2015 | 863            | –               |
| 2016 | 346            | 608             |
| 2017 | 302            | 347             |
| 2018 | 166            | 343             |
| 2019 | 121            | 376             |
| 2020 | 143            | 384             |
| 2021 | 197            | 451             |
| 2022 | 292            | 390             |

## Resultaten grandslamtoernooien
| Legenda | Legenda                          |
| ------- | -------------------------------- |
| g.t.    | geen toernooi gehouden           |
| l.c.    | lagere categorie                 |
| –       | niet deelgenomen                 |
| G       | uitgeschakeld in de groepsfase   |
| 1R      | uitgeschakeld in de eerste ronde |
| 2R      | uitgeschakeld in de tweede ronde |
| 3R      | uitgeschakeld in de derde ronde  |
| 4R      | uitgeschakeld in de vierde ronde |
| KF      | uitgeschakeld in de kwartfinale  |
| HF      | uitgeschakeld in de halve finale |
| F       | de finale verloren               |
| W       | het toernooi gewonnen            |
| w-v     | winst/verlies-balans             |

### Enkelspel
| toernooi        | 2018 | 2019 | 2020 |
| --------------- | ---- | ---- | ---- |
| Australian Open | –    | –    | –    |
| Roland Garros   | –    | –    | –    |
| Wimbledon       | –    | –    | g.t. |
| US Open         | 2R   | 2R   | 1R   |

### Vrouwendubbelspel
| toernooi        | 2017 |    | 2019 |
| --------------- | ---- | -- | ---- |
| Australian Open | –    | –  |      |
| Roland Garros   | –    | –  |      |
| Wimbledon       | –    | –  |      |
| US Open         | 1R   | 1R |      |